# Pove del Grappa
Pove del Grappa – miejscowość i gmina we Włoszech, w regionie Wenecja Euganejska, w prowincji Vicenza.
Według danych na rok 2004 gminę zamieszkiwały 2844 osoby, 316 os./km².